# Pim Waldeck
Pieter Willem (Pim) Waldeck (Den Haag, 6 november 1947) was van 2007 tot 2012 de ambassadeur voor Nederland in het Verenigd Koninkrijk.

## Biografie
Waldeck is lid van het Nederland's Patriciaatsgeslacht Waldeck en een zoon van chirurg dr. Karel Waldeck en Elisabeth Koster. Hij bezocht het Vrijzinnig-Christelijk Lyceum in Den Haag en na het behalen van zijn eindexamen gymnasium-B studeerde hij Nederlands recht en Volkerenrecht aan de Rijksuniversiteit van Leiden. Tijdens zijn studie was hij bestuurslid bij het Nederlandse studentenreisbureau, NBBS, dat later een nationaal reisbureau werd. Pim Waldeck was in die functie verantwoordelijk voor verkoop en publiciteit. Na zijn afstuderen in 1973 vervulde hij zijn militaire dienstplicht bij de Koninklijke Marine. Hij werd opgeleid te Hardewijk en Amsterdam tot tolk-vertaler in het Russisch en diende bij de Marine-Inlichtingendienst (MARID). Hij verliet de Marine in de rang van luitenant-ter-zee.
In 1975 trad Waldeck toe tot de buitenlandse dienst en van 1976 tot 1978 was hij derde ambassadesecretaris in Moskou, verantwoordelijk voor politieke en culturele aangelegenheden. In 1978 werd hij benoemd tot tweede ambassadesecretaris in Bangkok, waar hij verantwoordelijk was voor Nederlandse ontwikkelingssamenwerkingsprojecten in Thailand en tevens assistent van de permanente vertegenwoordiger van Nederland bij de ESCAP en het Mekong-Comité. Van 1981 tot 1984 vervulde hij de functie van eerste ambassadesecretaris en tevens hoofd van de economische afdeling in Caïro.
In 1984 werd hij teruggeroepen naar Den Haag om tot persoonlijk secretaris van koningin Beatrix der Nederlanden en prins Claus van Amsberg te worden benoemd.
Van 1988 tot 1992 was hij hoofd van het Bureau Externe Betrekkingen van de Europese Gemeenschappen van de Directie Europese Integratie bij het Ministerie van Buitenlandse Zaken in Den Haag. Vervolgens diende hij van 1992 tot 1997 als Ambassaderaad bij de Permanente Vertegenwoordiging van Nederland bij de Europese Unie in Brussel. Hij was daar belast met de communautaire betrekkingen met de landen van het Middellandse Zeegebied en de betrekkingen met het Europees Parlement.
Na het Nederlandse EU-voorzitterschap van 1997 werd Waldeck benoemd tot hoofd Voorlichting en Communicatie van het Ministerie van Buitenlandse Zaken en tevens woordvoerder van twee opeenvolgende ministers van buitenlandse zaken (respectievelijk Hans van Mierlo en Jozias van Aartsen).
In 2000 werd hij gevraagd om terug te keren naar het Koninklijk Huis om, gedetacheerd vanuit het ministerie van Buitenlandse Zaken, te dienen als algemeen secretaris van de koningin, en vanaf 2002 als haar grootmeester; in die hoedanigheid deed hij in maart 2004 aangifte van het overlijden van koningin Juliana.
Op 2 januari 2007 verkreeg Waldeck de post van Nederlands ambassadeur in Londen en op 1 oktober 2012, na de Olympische Zomer Spelen aldaar, is hij met pensioen gegaan.
Hij is getrouwd met jkvr. Cordula Catharina Agatha Quarles van Ufford; zij hebben een zoon en twee dochters.
Hij draagt het Groot Erekruis in de Huisorde van Oranje en verschillende buitenlandse onderscheidingen.
In 2017 promoveerde Waldeck op een biografie van minister van Buitenlandse Zaken Maarten van der Goes van Dirxland,